# Boxe aux Jeux du Commonwealth de 1998
Navigation
Édition précédente Édition suivante
Les compétitions de boxe anglaise des Jeux du Commonwealth 1998 se sont déroulées du 13 au 20 septembre à Kuala Lumpur, Malaisie.

## Résultats

### Podiums
| Catégories                    | Or              | Argent          | Bronze                          |
| Poids mi-mouches (-48 kg)     | Sapok Biki      | Moses Kinyua    | Boudik Kazanijian Gary Jones    |
| Poids mouches (-51 kg)        | Richard Sunee   | Liam Cunningham | Phumzile Matyhila Jackson Asiku |
| Poids coqs (-54 kg)           | Michael Yomba   | Herman Ngoudjo  | Adnan Yusoh Andrew Kooner       |
| Poids plumes (-57 kg)         | Alex Arthur     | Marty O'Donnell | Lynch Ipera James Swan          |
| Poids légers (-60 kg)         | Raymond Narh    | Ali Asghar      | Andrew McLean Giovanni Frontin  |
| Poids super-légers (-63,5 kg) | Michael Strange | Gerry Legras    | Casey Johns Davies Mwale        |
| Poids welters (-67 kg)        | Jeremy Molitor  | Absolom Okoth   | Colin McNeil Lynden Hosking     |
| Poids super-welters (-71 kg)  | Chris Bessey    | Scott MacIntosh | James Tony Jackie Townsley      |
| Poids moyens (-75 kg)         | John Pearce     | Jitender Kumar  | Trevor Stewardson Brian Magee   |
| Poids mi-lourds (-81 kg)      | Courtney Fry    | Troy Amos       | Samuel Odindo Charles Adamu     |
| Poids lourds (-91 kg)         | Mark Simmons    | Roland Raforme  | Kevin Evans Garth da Silva      |
| Poids super-lourds (+91 kg)   | Audley Harrison | Michael Macque  | Justin Whitehead Moyoyo Aloryi  |

### Tableau des médailles
| Place | Pays                      | Médaille d'or | Médaille d'argent | Médaille de bronze | Total |
| ----- | ------------------------- | ------------- | ----------------- | ------------------ | ----- |
| 1     | Angleterre                | 4             | 0                 | 2                  | 6     |
| 2     | Canada                    | 3             | 3                 | 2                  | 8     |
| 3     | Maurice                   | 1             | 1                 | 1                  | 3     |
| 4     | Ghana                     | 1             | 0                 | 3                  | 4     |
| 5     | Écosse                    | 1             | 0                 | 2                  | 3     |
| 6     | Malaisie                  | 1             | 0                 | 1                  | 2     |
| 7     | Tanzanie                  | 1             | 0                 | 0                  | 1     |
| 8     | Kenya                     | 0             | 2                 | 1                  | 3     |
| 9     | Seychelles                | 0             | 2                 | 0                  | 2     |
| 10    | Irlande du Nord           | 0             | 1                 | 1                  | 2     |
| 11    | Pakistan                  | 0             | 1                 | 0                  | 1     |
| 11    | Inde                      | 0             | 1                 | 0                  | 1     |
| 11    | Cameroun                  | 0             | 1                 | 0                  | 1     |
| 14    | Australie                 | 0             | 0                 | 4                  | 4     |
| 15    | Chypre                    | 0             | 0                 | 1                  | 1     |
| 15    | Papouasie-Nouvelle-Guinée | 0             | 0                 | 1                  | 1     |
| 15    | Nouvelle-Zélande          | 0             | 0                 | 1                  | 1     |
| 15    | Pays de Galles            | 0             | 0                 | 1                  | 1     |
| 15    | Afrique du Sud            | 0             | 0                 | 1                  | 1     |
| 15    | Zambie                    | 0             | 0                 | 1                  | 1     |
| 15    | Ouganda                   | 0             | 0                 | 1                  | 1     |
| Total | 21 pays médaillés         | 12            | 12                | 24                 | 48    |